# Parc des Gayeulles
Pour les articles homonymes, voir Gayeulles.
Le parc des Gayeulles ou parc des Bois est le plus grand parc de la ville de Rennes, dans le département français d'Ille-et-Vilaine en région Bretagne. Base de loisirs située au nord-est de l'agglomération, c'est un parc principalement forestier d'environ 100 ha, qui comprend également 5 plans d'eau. Il a abrité l'ancien hippodrome construit par le maire Edgar Le Bastard.

## Histoire
En 1967, au nord-est de Rennes, sur un terrain de 30 hectares situé au nord du champ de courses, la municipalité menée par Henri Fréville décide de créer le Parc des Bois. Le projet est ensuite complété par 3 hectares de la ferme des la Basse-Gayeulle qui date de la fin du XVe siècle et comporte un pigeonnier, une étable à chevaux et une étable à vaches, un puits et un fournil et était située au sud-est du parc des Bois avec une crêperie, un jardin d'animaux et une piscine Tournesol qui ouvre en 1977. Le parc n'est ouvert pleinement au public qu'en 1978, afin de laisser le temps aux jeunes arbres de pousser. Des opérations « portes ouvertes » permettaient cependant de découvrir le Parc de la Ferme des Bois dès mai 1973 et août 1975.
Sous la municipalité d'Edmond Hervé, l'hippodrome des Gayeulles situé au sud du parc des Bois est détruit en 1978 et ses 45 hectares viennent agrandir la zone verte des Gayeulles qui devient dans les années 1980 une base de loisirs de 140 hectares avec notamment la piscine, les courts de tennis, les terrains de football, les plans d'eau et le camping.
Avec l'aménagement du secteur intra-rocade nord-est, le quartier Via Silva, un corridor forestier devait être aménagé pour créer une continuité entre le Bois des Gayeulles et la Forêt de Rennes.

## Équipements
Le parc des Gayeulles (100 Ha) est une véritable base de loisirs offrant un parcours santé, un accro-branches, des équipements pour exercices physiques en plein air, un minigolf, des barbecues, des terrains de tennis, de squash, de football et de rugby, des pédalos, une patinoire, une piscine et une buvette. Un camping et deux espaces de jardins familiaux font également partie du parc. Sur ses 100 ha, se trouvent un camping, une ferme pour enfants, ouverte l'année suivante, ainsi qu'une piscine (complexe aquatique complet), la patinoire « Le Blizz », un minigolf et de nombreux terrains de sport : terrains de football, de tennis, de squash, circuits pour footing, etc.
Le camping est ouvert en 1979 et rénové en 2001 par la ville de Rennes où il acquiert trois étoiles. La société d'économie mixte Citédia qui gère les 178 emplacements estivaux du camping depuis 1991 emploie deux personnes toute l'année et trois autres en été. Les occupants du camping sont principalement des touristes français ou étrangers, bien qu'une dizaine d'emplacement soient occupés à l'année. Le camping ne dispose d'aucun équipement hormis une épicerie, mais profite de son emplacement favorable à côté de la patinoire du Blizz et de la piscine des Gayeulles.

## Évènements
- Le festival Quartiers d'été se déroule chaque juillet depuis une vingtaine d'années au Parc des Gayeulles.
- L'Open air du Rock'n Solex y a lieu fin mars/début mai.
- Le Made festival s'y déroule en partie fin mai.
- La fête du modélisme[10] de bateaux de l'association Saint-Exupéry a lieu chaque année à proximité de l'étang.

## Biodiversité
Outre la ferme qui montre ânes, vaches, chevaux, le parc est riche en biodiversité et une centaine d'espèces ont été recensées comme l'écureuil roux, le chevreuil, le lapin de garenne, la sittelle torchepot ainsi que des animaux migrateurs comme le fuligule[Lequel ?] et le grèbe[Lequel ?]. D'abord planté de conifères, le parc s'est enrichi de nombreuses essences d'arbres tels que les chênes, merisiers, peupliers, les haies bocagères abritent de nombreuses espèces, tout comme les abords des étangs et des zones marécageuses.

## Galerie photos

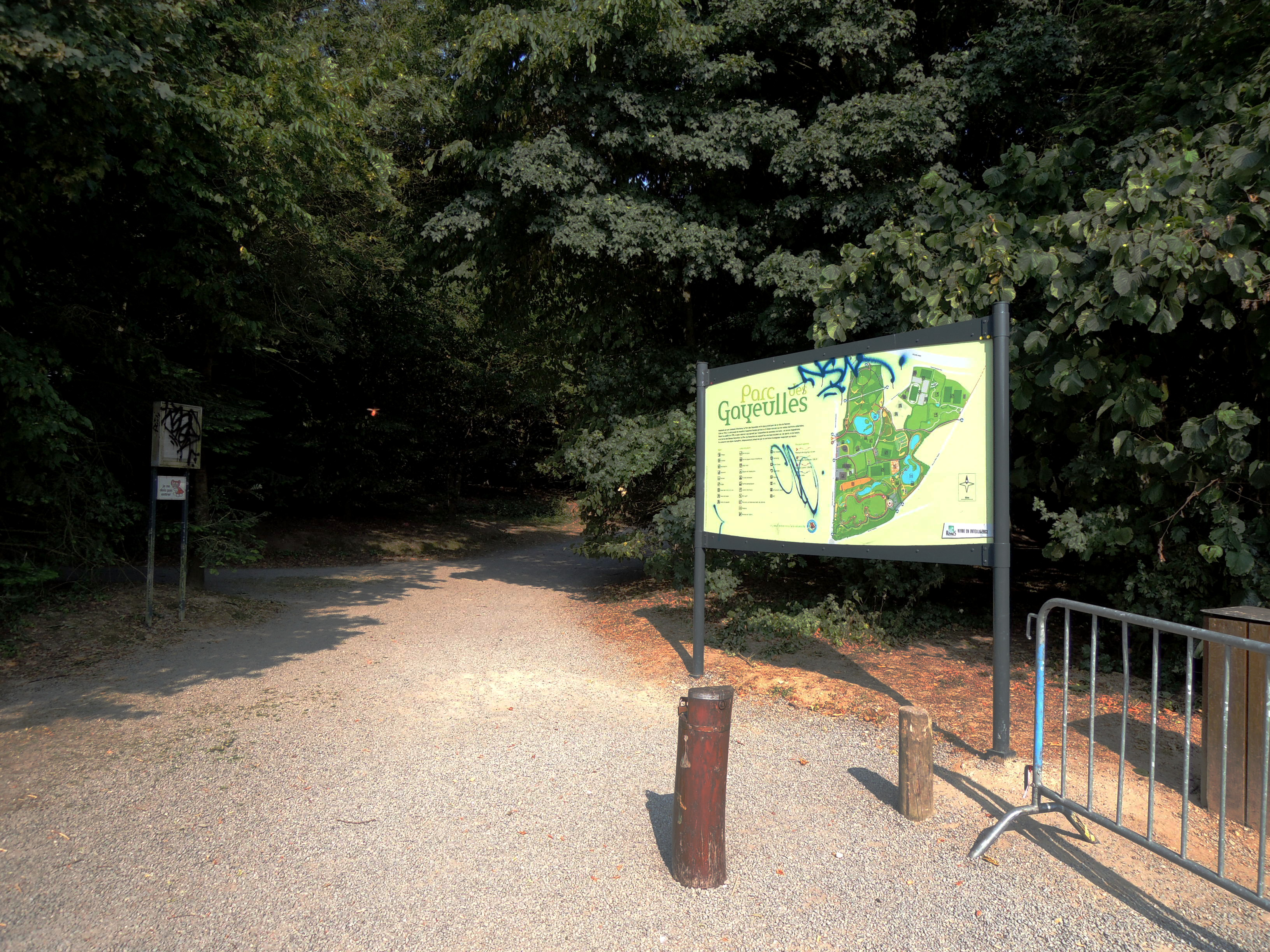
Une des entrées du parc.
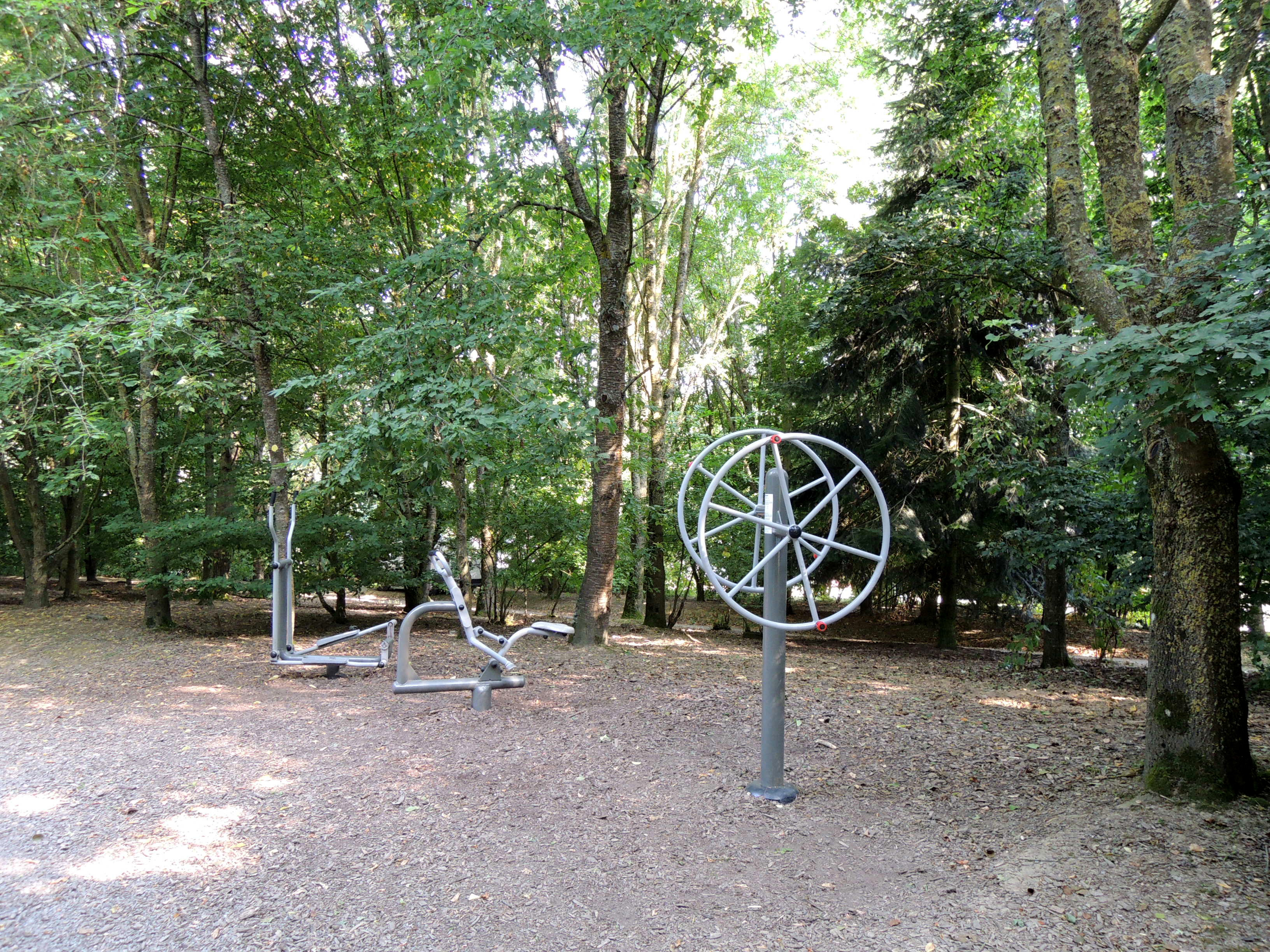
Parcours santé.
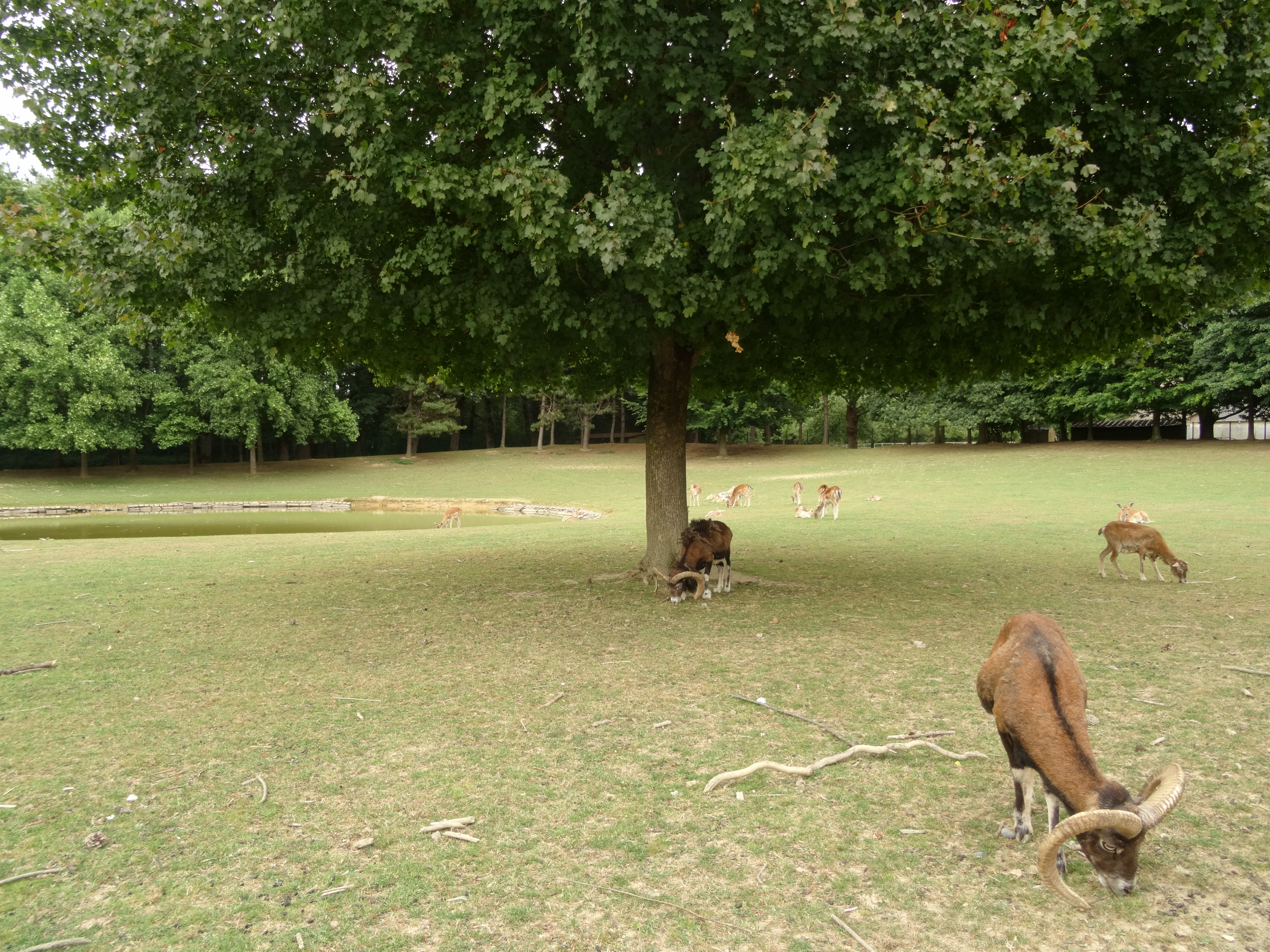
Espace zoologique.
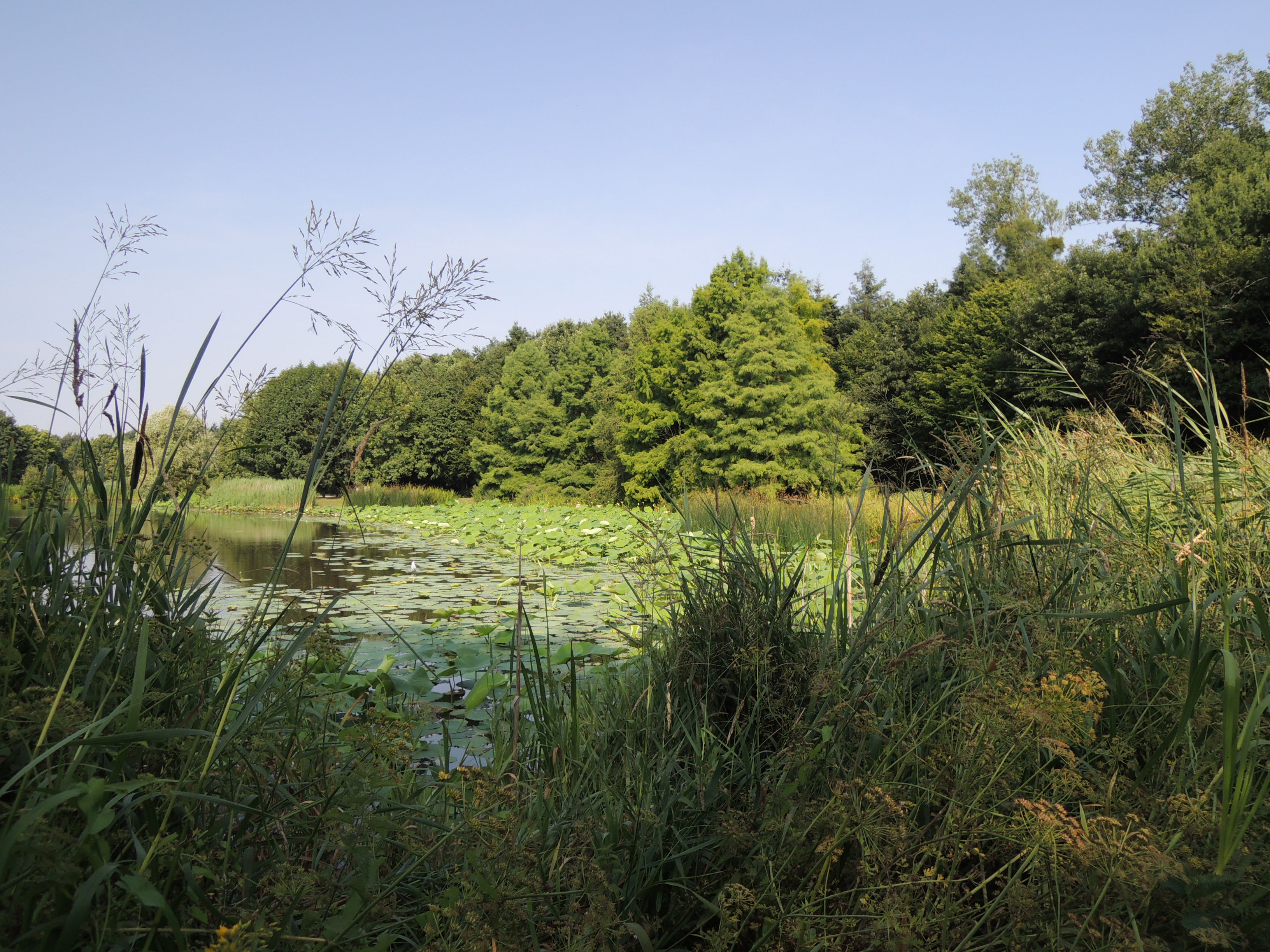
L'un des 5 étangs du parc.
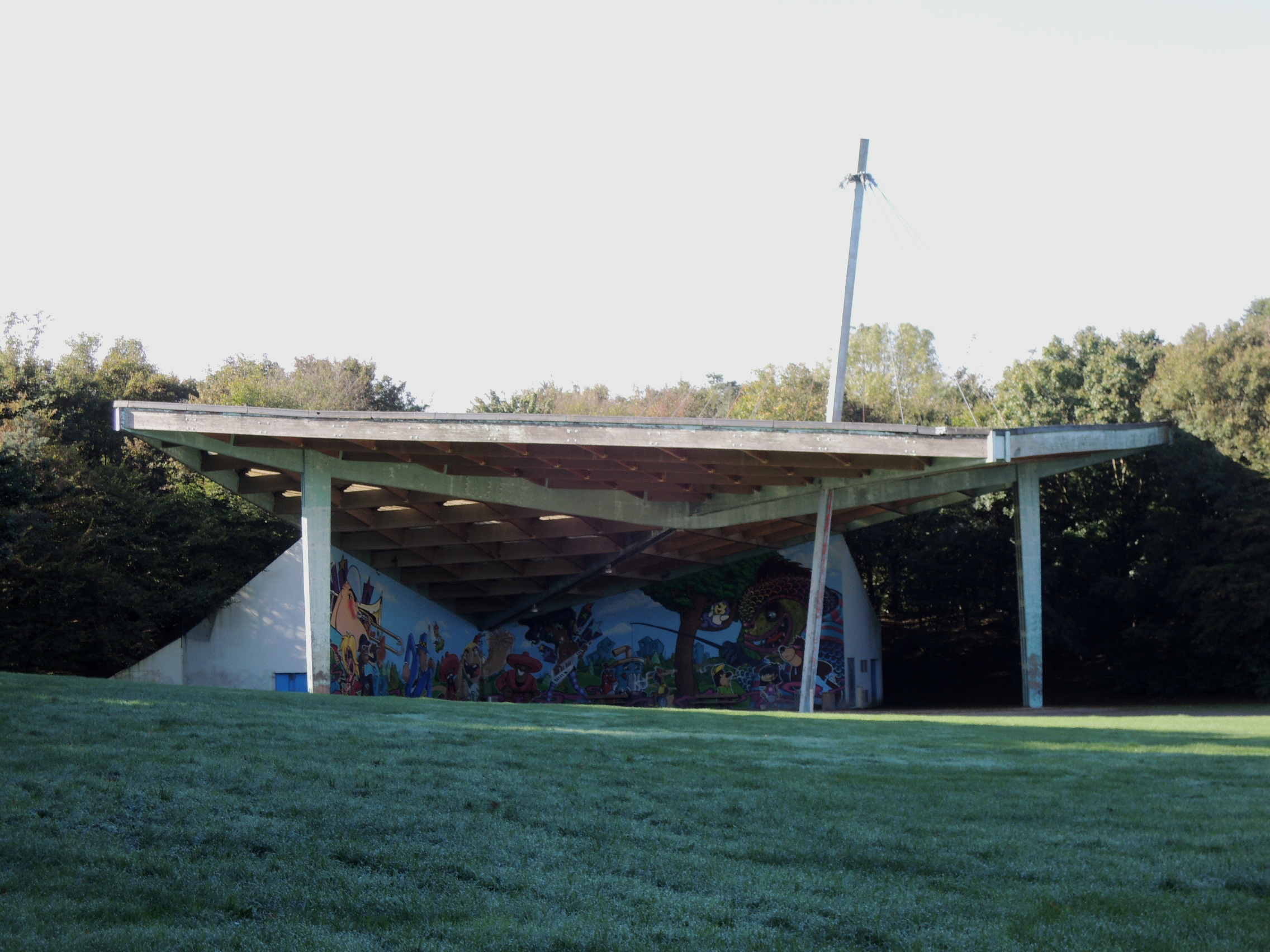
Le préau du parc.
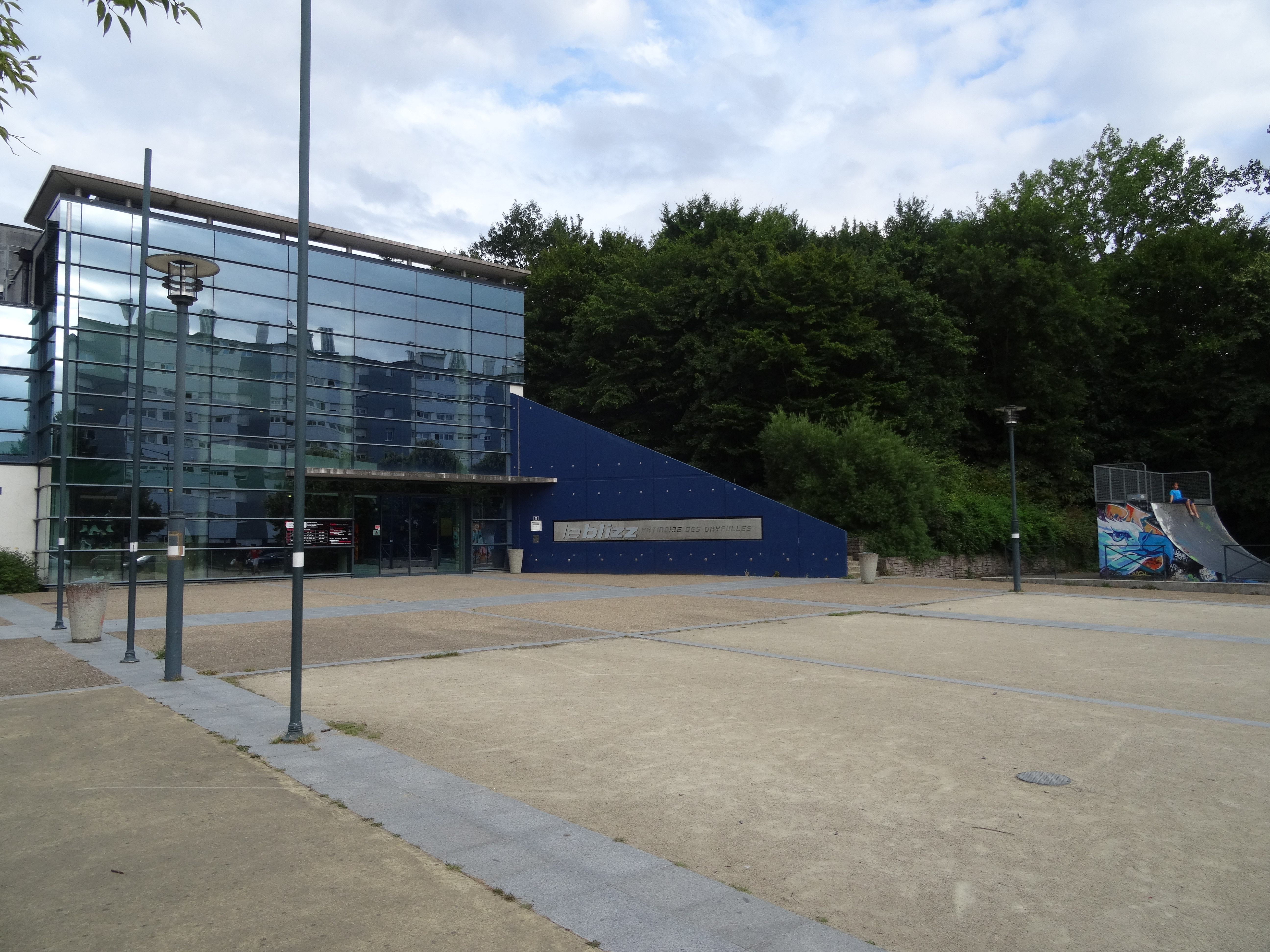
Patinoire Le Blizz.
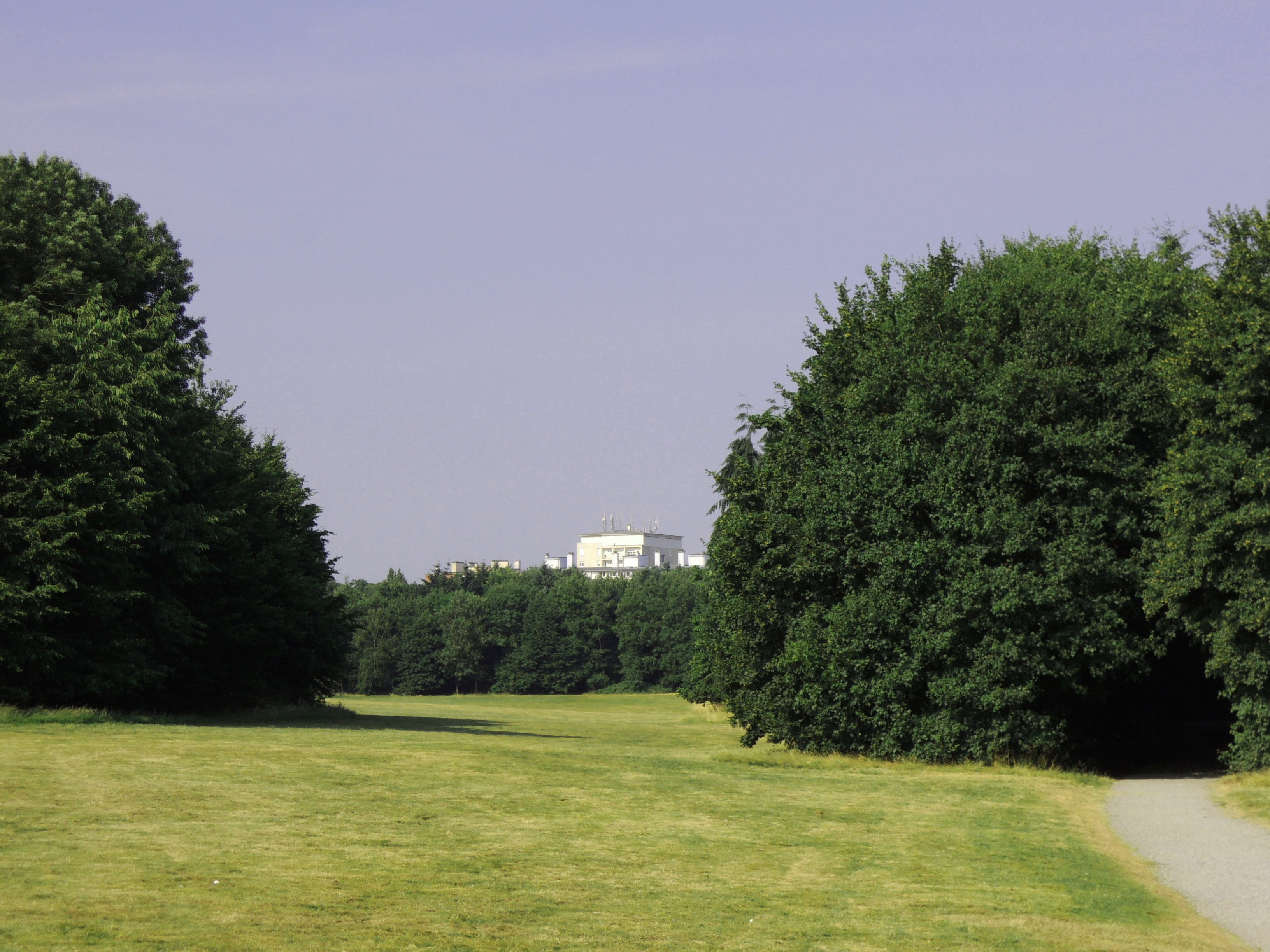
Une prairie du parc.
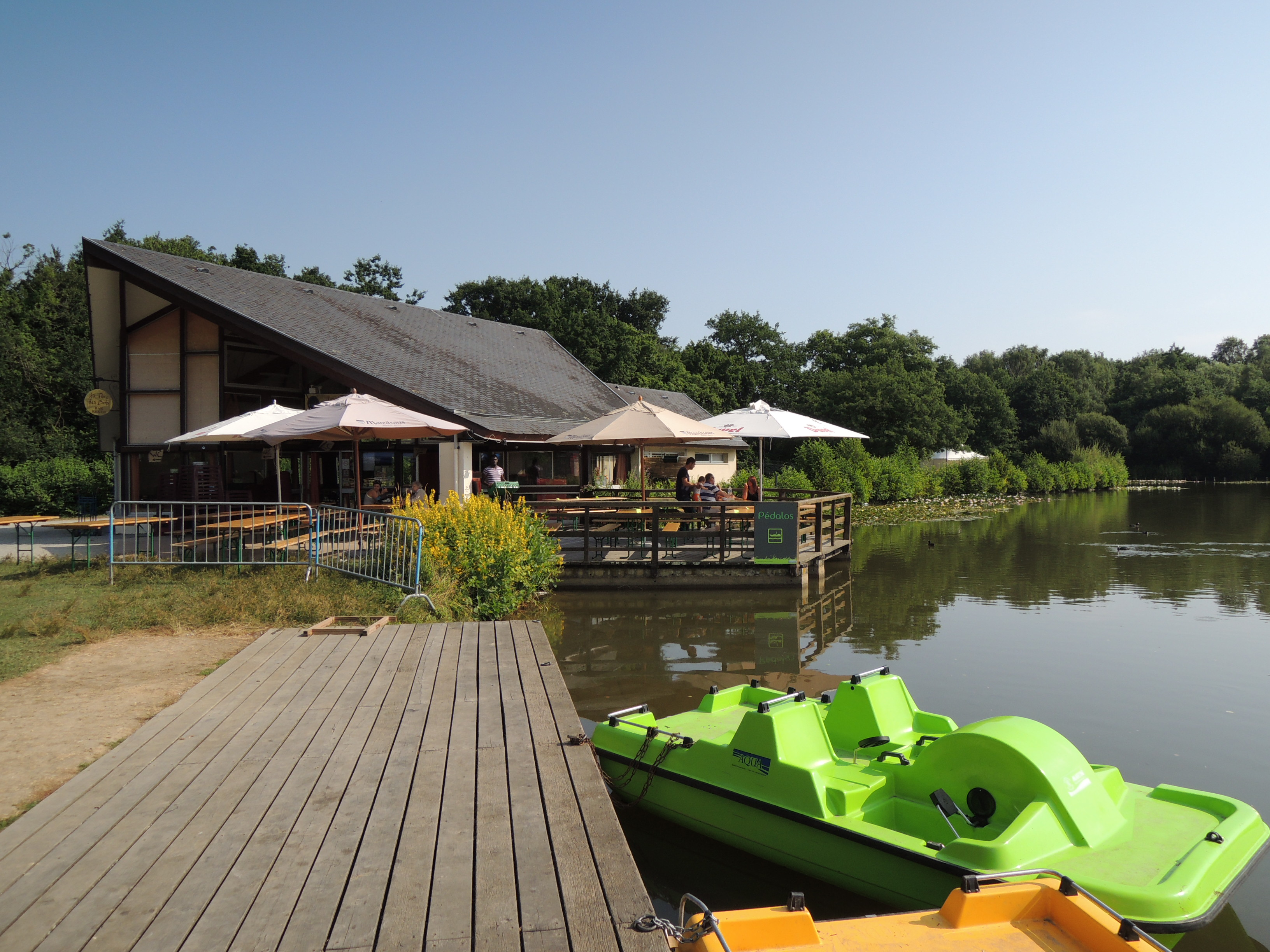
Le bar-restaurant et des pédalos, au cœur du parc.
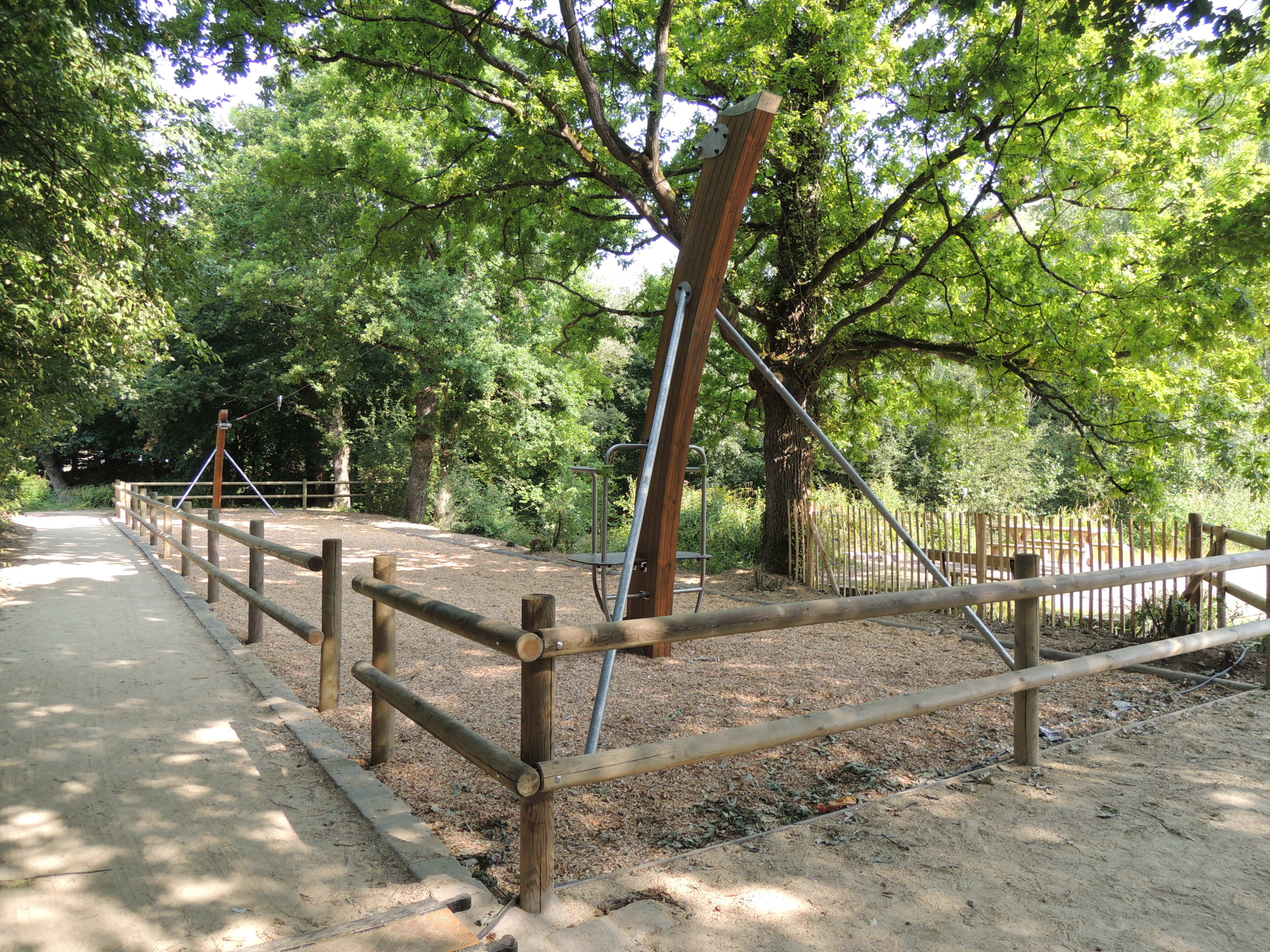
Parcours ludique.
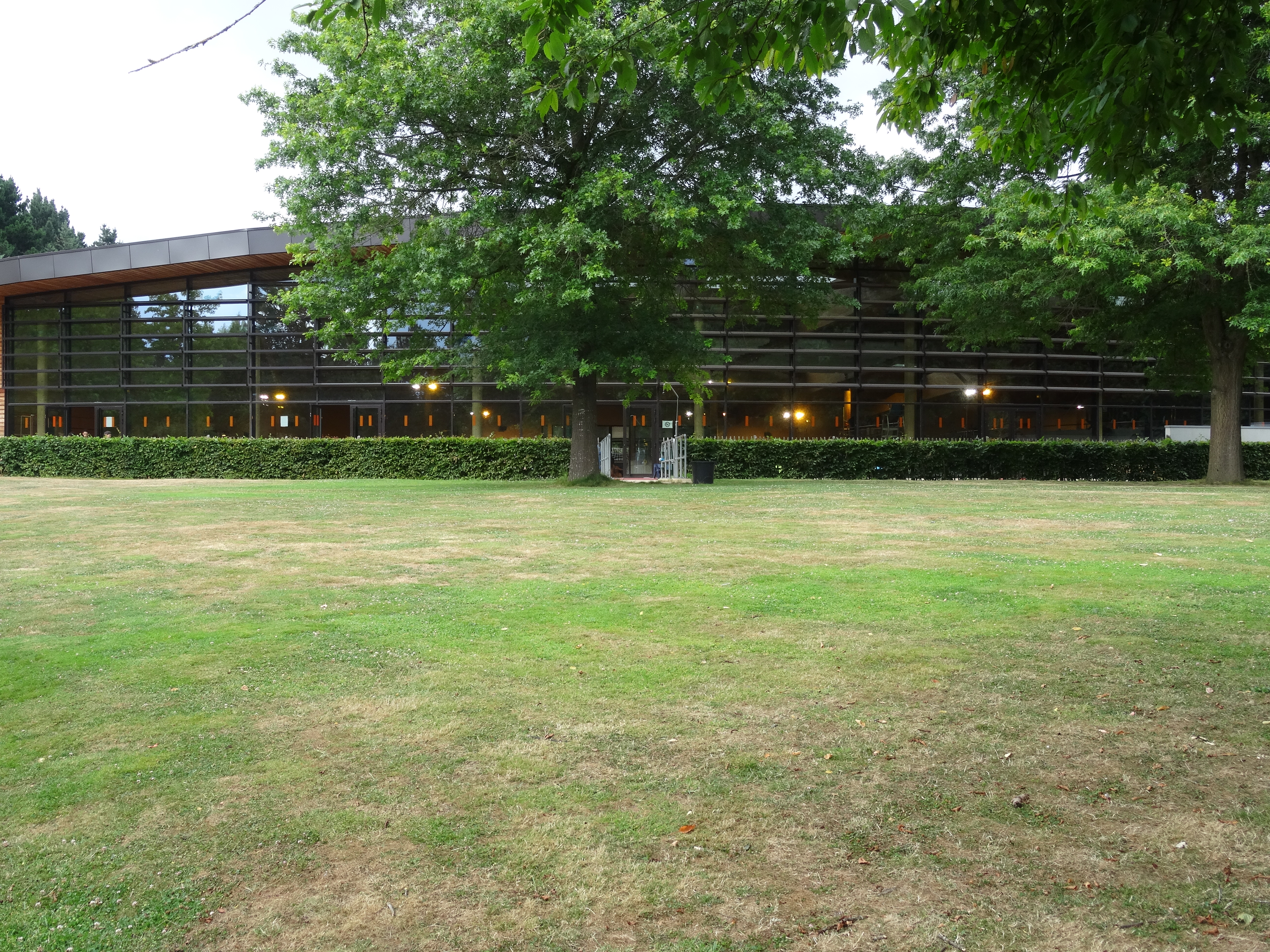
Piscine des Gayeulles.